# Gleichenia deflexa
Gleichenia deflexa là một loài dương xỉ trong họ Gleicheniaceae. Loài này được Holttum mô tả khoa học đầu tiên năm 1957.
Danh pháp khoa học của loài này chưa được làm sáng tỏ. 